# Гней Педаний Фуск Салинатор (консул-суффект 61 года)
Гней Педа́ний Фуск Салина́тор (лат. Gnaeus Pedanius Fuscus Salinator; умер после 61 года) — древнеримский государственный и политический деятель, консул-суффект 61 года.

## Биография
Салинатор происходил из испанского города Барцино; предположительно, его сводным братом был префект Рима Луций Педаний Секунд. О гражданско-политической деятельности Гнея известно лишь, что в 61 году он занимал должность консула-суффекта совместно с Луцием Веллеем Патеркулом. 
Родным сыном Гнея был консул-суффект около 84 года, носивший такое же имя.